# Stefan Ciekański
Stefan Ciekański (nascido em 29 de maio de 1958) é um ex-ciclista de estrada polonês. Competiu representando seu país, Polônia, nos Jogos Olímpicos de Verão de 1980 em Moscou, onde terminou em quarto lugar na prova de 10 km contrarrelógio por equipes.